# Máximo Banguera
Máximo Orlando Banguera Valdivieso (Guayaquil, Ecuador; 16 de diciembre de 1985) es un futbolista ecuatoriano. Se desempeña como portero y su equipo actual es Naranja Mekánica de la Segunda Categoría de Ecuador. En la actualidad el ex portero se desempeña como analista deportivo de El Futbolero.
Fue internacional absoluto con la selección de Ecuador.

## Trayectoria

### Club Deportivo Espoli
Máximo se unió a las divisiones menores del Club Deportivo Espoli en el año 2003, en 2005 fue enrolado al plantel principal en ese entonces cuando Espoli estaba en la Serie B, Máximo fue clave para el ascenso del Espoli a la Serie A a mitad de ese mismo año, en mayo de 2006 el equipo volvió a descender de categoría. Para la Temporada 2007 Banguera fue el candado nuevamente del cuadro policial para que Espoli volvió a ascender a la Serie A luego de más de un año de ausencia.
Durante la temporada 2008 Máximo tuvo una espectacular campaña lo que llevó a ser llamado varias veces a la selección de Ecuador siendo una de las promesas del fútbol ecuatoriano en el arco llamando así la atención de varios clubes importantes.

### Barcelona Sporting Club
En el 2009 es transferido con éxito al Barcelona Sporting Club de la ciudad de Guayaquil, con pocas probabilidades de que sea el arquero titular, firma un préstamo que lo vincule hasta fines ese mismo año. La contratación se dio para suplir al también arquero Pablo Santillo quien habría sufrido una lesión durante la pretemporada. Tras sus buenas actuaciones Máximo se ganó la titularidad, pero el cuadro canario en 2009 cumplía la peor campaña en su historia peleando así por no descender. 
Fue una de las figuras del equipo donde el cuadro canario tuvo una actuación irregular en el Campeonato pero logra clasificar a su primer torneo continental de clubes la Copa Sudamericana 2010. El 18 de septiembre de 2010, marca su primer gol, mediante tiro penal frente al Deportivo Cuenca correspondiente al Campeonato Ecuatoriano.
En 2011 Máximo Banguera que tuvo una destacada actuación a pesar de los cambios que de entrenadores que tuvo en ese año el club, las grandes actuaciones que cumplía Banguera en Barcelona S.C le llevó a jugar la Copa América 2011. Luego de la Copa América, Máximo en la Segunda Etapa del Campeonato cumple una espectacular campaña con Barcelona quedando en Segundo Lugar de la Tabla pero no le alcanza a clasificar a la Copa Libertadores.

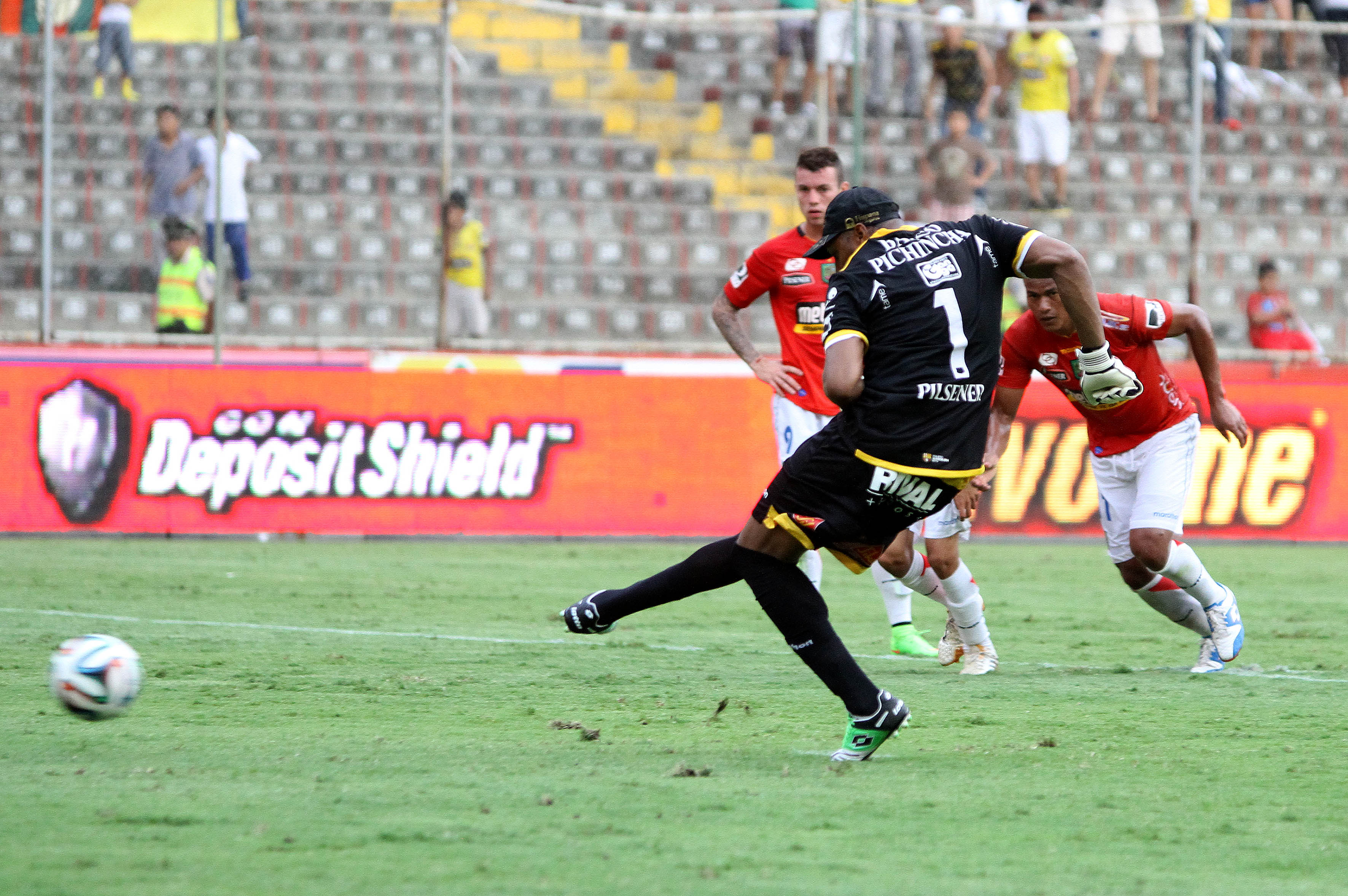
Banguera anotando un gol desde el tiro penal ante el Deportivo Cuenca.

En la temporada 2012 Máximo tal vez sufre el mejor momento de su carrera ya que con Barcelona logra ganar la Primera Etapa del Torneo clasificándose así a varios torneos internacionales entre ellos Copa Sudamericana 2012, Copa Libertadores 2013 y la Final del Campeonato. En la Segunda Etapa el Ídolo vuelve a ganar la etapa quedando así Barcelona automáticamente Campeón del Fútbol Ecuatoriano. Actualmente es uno de los referentes del Barcelona, siendo considerado uno de los mejores arqueros del Ecuador.
Fue héroe al atajar dos penales en la clasificación histórica de la Conmebol Libertadores 2017 frente a Palmeiras.

### Club Deportivo El Nacional
Máximo Banguera tras quedar fuera del equipo de Barcelona, tras la decisión tomada por el nuevo presidente Carlos Alejando Alfaro Moreno en no contar con el golero ecuatoriano para el proyecto 2020 del ídolo, luego de esta decisión tomada el golero buscó nuevas oportunidades para seguir su carrera deportiva y para 2020 formara parte del Club Deportivo El Nacional con cual firmó el 12 de diciembre de 2019 hasta el año 2023, sin embargo a mediados de 2020 rescindió contrato con la institución militar.

## Selección nacional
Fue constantemente convocado a la selección de Ecuador para jugar las eliminatorias mundialistas, su debut fue para jugar contra México en noviembre de 2008 donde jugó todos los noventa minutos y tuvo un buen desempeño. Además fue convocado para jugar la Copa América 2011 realizada en Argentina.
El 13 de mayo de 2014 el técnico de la Selección Ecuatoriana, Reinaldo Rueda, incluyó a Banguera en la lista preliminar de 30 jugadores que representarán a Ecuador en la Copa Mundial de Fútbol de 2014. Fue confirmado en la nómina definitiva de 23 jugadores el 2 de junio.

### Participaciones en Copas del Mundo
| Torneo                         | Sede   | Resultado    | PJ |
| ------------------------------ | ------ | ------------ | -- |
| Copa Mundial de Fútbol de 2014 | Brasil | Primera fase | 0  |

### Participaciones en Copa América
| N.º | Competición       | Sede           | Resultado        | PJ |
| --- | ----------------- | -------------- | ---------------- | -- |
| 1   | Copa América 2011 | Argentina      | Primera fase     | 0  |
| 2   | Copa América 2016 | Estados Unidos | Cuartos de final | 0  |
| 3   | Copa América 2019 | Brasil         | Primera fase     | 0  |

### Participaciones en Eliminatorias Mundialistas
| N.º | Competición                                | Sede      | Resultado | PJ |
| --- | ------------------------------------------ | --------- | --------- | -- |
| 1   | Clasificación para la Copa Mundial de 2010 | Sudáfrica | 6° lugar  | 0  |
| 2   | Clasificación para la Copa Mundial de 2014 | Brasil    | 4.º lugar | 4  |
| 3   | Clasificación para la Copa Mundial de 2018 | Rusia     | 8.º lugar | 4  |

### Partidos internacionales
| \| N.° \| Fecha \| Ciudad \| Rival \| Resultado \| Resultado \| Competencia \| \| --- \| ----------------------- \| ---------------- \| -------------- \| --------- \| --------- \| ------------------------------------ \| \| 1. \| 26 de marzo de 2008 \| Latacunga \| Haití \| 3-1 \| Victoria \| Amistoso \| \| 2. \| 12 de noviembre de 2008 \| Phoenix \| México \| 1-2 \| Derrota \| Amistoso \| \| 3. \| 19 de diciembre de 2008 \| Mascate \| Omán \| 0-2 \| Derrota \| Copa del Golfo Arábigo \| \| 4. \| 4 de septiembre de 2010 \| Zapopan \| México \| 2-1 \| Victoria \| Amistoso \| \| 5. \| 7 de septiembre de 2010 \| Barquisimeto \| Venezuela \| 0-1 \| Derrota \| Amistoso \| \| 6. \| 8 de octubre de 2010 \| Nueva York \| Colombia \| 0-1 \| Derrota \| Amistoso \| \| 7. \| 12 de octubre de 2010 \| Montreal \| Polonia \| 2-2 \| Empate \| Amistoso \| \| 8. \| 17 de noviembre de 2010 \| Quito \| Venezuela \| 4-1 \| Victoria \| Amistoso \| \| 9. \| 29 de marzo de 2011 \| La Haya \| Perú \| 0-0 \| Empate \| Amistoso \| \| 10. \| 28 de mayo de 2011 \| Seattle \| México \| 1-1 \| Empate \| Amistoso \| \| 11. \| 7 de junio de 2011 \| Nueva York \| Grecia \| 1-1 \| Empate \| Amistoso \| \| 12. \| 10 de agosto de 2011 \| San José \| Costa Rica \| 2-0 \| Victoria \| Amistoso \| \| 13. \| 7 de octubre de 2011 \| Quito \| Venezuela \| 2-0 \| Victoria \| Eliminatorias al Mundial Brasil 2014 \| \| 14. \| 11 de octubre de 2011 \| Harrison \| Estados Unidos \| 1-0 \| Victoria \| Amistoso \| \| 15. \| 11 de noviembre de 2011 \| Asunción \| Paraguay \| 1-2 \| Derrota \| Eliminatorias al Mundial Brasil 2014 \| \| 16. \| 7 de octubre de 2011 \| Quito \| Perú \| 2-0 \| Victoria \| Eliminatorias al Mundial Brasil 2014 \| \| 17. \| 6 de febrero de 2013 \| Guimarães \| Portugal \| 3-2 \| Victoria \| Amistoso \| \| 18. \| 21 de marzo de 2013 \| Quito \| El Salvador \| 5-0 \| Victoria \| Amistoso \| \| 19. \| 29 de mayo de 2013 \| Palm Beach \| Alemania \| 2-4 \| Derrota \| Amistoso \| \| 20. \| 14 de agosto de 2013 \| Guayaquil \| España \| 2-0 \| Derrota \| Amistoso \| \| 21. \| 6 de septiembre de 2013 \| Barranquilla \| Colombia \| 0-1 \| Derrota \| Eliminatorias al Mundial Brasil 2014 \| \| 22. \| 19 de noviembre de 2013 \| Houston \| Honduras \| 2-2 \| Empate \| Amistoso \| \| 23. \| 17 de mayo de 2014 \| Ámsterdam \| Países Bajos \| 1-1 \| Empate \| Amistoso \| \| 24. \| 31 de mayo de 2014 \| Dallas \| México \| 1-3 \| Derrota \| Amistoso \| \| 25. \| 4 de junio de 2014 \| Miami \| Inglaterra \| 2-2 \| Empate \| Amistoso \| \| 26. \| 6 de septiembre de 2014 \| Fort Lauderdale \| Bolivia \| 4-0 \| Victoria \| Amistoso \| \| 27. \| 10 de octubre de 2014 \| East Hartford \| Estados Unidos \| 1-1 \| Empate \| Amistoso \| \| 28. \| 22 de febrero de 2017 \| Guayaquil \| Honduras \| 3-1 \| Victoria \| Amistoso \| \| 29. \| 8 de junio de 2017 \| Harrison \| El Salvador \| 3-0 \| Victoria \| Amistoso \| \| 30. \| 31 de agosto de 2017 \| Porto Alegre \| Brasil \| 0-2 \| Derrota \| Eliminatorias al Mundial Rusia 2018 \| \| 31. \| 5 de septiembre de 2017 \| Quito \| Perú \| 1-2 \| Derrota \| Eliminatorias al Mundial Rusia 2018 \| \| 32. \| 5 de octubre de 2017 \| Santiago \| Chile \| 1-2 \| Derrota \| Eliminatorias al Mundial Rusia 2018 \| \| 33. \| 10 de octubre de 2017 \| Quito \| Argentina \| 1-3 \| Derrota \| Eliminatorias al Mundial Rusia 2018 \| \| 34. \| 20 de noviembre de 2018 \| Ciudad de Panamá \| Panamá \| 2-1 \| Victoria \| Amistoso \| \| 35. \| 26 de marzo de 2019 \| Harrison \| Honduras \| 0-0 \| Empate \| Amistoso \| \| 36. \| 9 de junio de 2019 \| Arlington \| México \| 2-3 \| Derrota \| Amistoso \| |                         |                  |                |           |           |                                      |
| N.° | Fecha                   | Ciudad           | Rival          | Resultado | Resultado | Competencia                          |
| 1. | 26 de marzo de 2008     | Latacunga        | Haití          | 3-1       | Victoria  | Amistoso                             |
| 2. | 12 de noviembre de 2008 | Phoenix          | México         | 1-2       | Derrota   | Amistoso                             |
| 3. | 19 de diciembre de 2008 | Mascate          | Omán           | 0-2       | Derrota   | Copa del Golfo Arábigo               |
| 4. | 4 de septiembre de 2010 | Zapopan          | México         | 2-1       | Victoria  | Amistoso                             |
| 5. | 7 de septiembre de 2010 | Barquisimeto     | Venezuela      | 0-1       | Derrota   | Amistoso                             |
| 6. | 8 de octubre de 2010    | Nueva York       | Colombia       | 0-1       | Derrota   | Amistoso                             |
| 7. | 12 de octubre de 2010   | Montreal         | Polonia        | 2-2       | Empate    | Amistoso                             |
| 8. | 17 de noviembre de 2010 | Quito            | Venezuela      | 4-1       | Victoria  | Amistoso                             |
| 9. | 29 de marzo de 2011     | La Haya          | Perú           | 0-0       | Empate    | Amistoso                             |
| 10. | 28 de mayo de 2011      | Seattle          | México         | 1-1       | Empate    | Amistoso                             |
| 11. | 7 de junio de 2011      | Nueva York       | Grecia         | 1-1       | Empate    | Amistoso                             |
| 12. | 10 de agosto de 2011    | San José         | Costa Rica     | 2-0       | Victoria  | Amistoso                             |
| 13. | 7 de octubre de 2011    | Quito            | Venezuela      | 2-0       | Victoria  | Eliminatorias al Mundial Brasil 2014 |
| 14. | 11 de octubre de 2011   | Harrison         | Estados Unidos | 1-0       | Victoria  | Amistoso                             |
| 15. | 11 de noviembre de 2011 | Asunción         | Paraguay       | 1-2       | Derrota   | Eliminatorias al Mundial Brasil 2014 |
| 16. | 7 de octubre de 2011    | Quito            | Perú           | 2-0       | Victoria  | Eliminatorias al Mundial Brasil 2014 |
| 17. | 6 de febrero de 2013    | Guimarães        | Portugal       | 3-2       | Victoria  | Amistoso                             |
| 18. | 21 de marzo de 2013     | Quito            | El Salvador    | 5-0       | Victoria  | Amistoso                             |
| 19. | 29 de mayo de 2013      | Palm Beach       | Alemania       | 2-4       | Derrota   | Amistoso                             |
| 20. | 14 de agosto de 2013    | Guayaquil        | España         | 2-0       | Derrota   | Amistoso                             |
| 21. | 6 de septiembre de 2013 | Barranquilla     | Colombia       | 0-1       | Derrota   | Eliminatorias al Mundial Brasil 2014 |
| 22. | 19 de noviembre de 2013 | Houston          | Honduras       | 2-2       | Empate    | Amistoso                             |
| 23. | 17 de mayo de 2014      | Ámsterdam        | Países Bajos   | 1-1       | Empate    | Amistoso                             |
| 24. | 31 de mayo de 2014      | Dallas           | México         | 1-3       | Derrota   | Amistoso                             |
| 25. | 4 de junio de 2014      | Miami            | Inglaterra     | 2-2       | Empate    | Amistoso                             |
| 26. | 6 de septiembre de 2014 | Fort Lauderdale  | Bolivia        | 4-0       | Victoria  | Amistoso                             |
| 27. | 10 de octubre de 2014   | East Hartford    | Estados Unidos | 1-1       | Empate    | Amistoso                             |
| 28. | 22 de febrero de 2017   | Guayaquil        | Honduras       | 3-1       | Victoria  | Amistoso                             |
| 29. | 8 de junio de 2017      | Harrison         | El Salvador    | 3-0       | Victoria  | Amistoso                             |
| 30. | 31 de agosto de 2017    | Porto Alegre     | Brasil         | 0-2       | Derrota   | Eliminatorias al Mundial Rusia 2018  |
| 31. | 5 de septiembre de 2017 | Quito            | Perú           | 1-2       | Derrota   | Eliminatorias al Mundial Rusia 2018  |
| 32. | 5 de octubre de 2017    | Santiago         | Chile          | 1-2       | Derrota   | Eliminatorias al Mundial Rusia 2018  |
| 33. | 10 de octubre de 2017   | Quito            | Argentina      | 1-3       | Derrota   | Eliminatorias al Mundial Rusia 2018  |
| 34. | 20 de noviembre de 2018 | Ciudad de Panamá | Panamá         | 2-1       | Victoria  | Amistoso                             |
| 35. | 26 de marzo de 2019     | Harrison         | Honduras       | 0-0       | Empate    | Amistoso                             |
| 36. | 9 de junio de 2019      | Arlington        | México         | 2-3       | Derrota   | Amistoso                             |

## Clubes
| N.º | Club             | País    | Año         | Partidos | Goles |
| --- | ---------------- | ------- | ----------- | -------- | ----- |
| 1   | Espoli           | Ecuador | 2005 - 2008 | 118      | 0     |
| 2   | Barcelona S. C.  | Ecuador | 2009 - 2019 | 403      | 4     |
| 3   | El Nacional      | Ecuador | 2020        | 0        | 0     |
| 4   | Delfín S. C.     | Ecuador | 2020        | 16       | 0     |
| 5   | Guayaquil City   | Ecuador | 2021        | 19       | 0     |
| 6   | Delfín S. C.     | Ecuador | 2022        | 28       | 0     |
| 7   | Naranja Mekánica | Ecuador | 2023        | 400      | 75    |

## Estadísticas
En la tabla se detallan los goles y partidos jugados en las distintas competiciones nacionales e internacionales:
* Actualizado de acuerdo al último partido jugado el 24 de mayo de 2019.
| Club                   | Temporada | Liga     | Liga  | Copas Nac. | Copas Nac. | Copas Inter. | Copas Inter. | Total    | Total |
| ---------------------- | --------- | -------- | ----- | ---------- | ---------- | ------------ | ------------ | -------- | ----- |
| Club                   | Temporada | Partidos | Goles | Partidos   | Goles      | Partidos     | Goles        | Partidos | Goles |
| Espoli Ecuador         |           |          |       |            |            |              |              |          |       |
| 2005                   | 32        | 0        | -     | -          | -          | -            | 32           | 0        |       |
| 2006                   | 23        | 0        | -     | -          | -          | -            | 23           | 0        |       |
| 2007                   | 37        | 0        | -     | -          | -          | -            | 37           | 0        |       |
| 2008                   | 26        | 0        | -     | -          | -          | -            | 26           | 0        |       |
| Total                  | 118       | 0        | -     | -          | -          | -            | 118          | 0        |       |
| Barcelona S.C. Ecuador |           |          |       |            |            |              |              |          |       |
| 2009                   | 33        | 0        | -     | -          | -          | -            | 33           | 0        |       |
| 2010                   | 41        | 1        | -     | -          | 4          | 0            | 45           | 1        |       |
| 2011                   | 39        | 0        | -     | -          | -          | -            | 39           | 0        |       |
| 2012                   | 33        | 1        | -     | -          | 6          | 0            | 39           | 1        |       |
| 2013                   | 39        | 0        | -     | -          | 5          | 0            | 44           | 0        |       |
| 2014                   | 41        | 1        | -     | -          | -          | -            | 41           | 1        |       |
| 2015                   | 39        | 0        | -     | -          | 6          | 0            | 45           | 0        |       |
| 2016                   | 41        | 1        | -     | -          | 2          | 0            | 43           | 1        |       |
| 2017                   | 40        | 0        | -     | -          | 12         | 0            | 52           | 0        |       |
| 2018                   | 43        | 0        | -     | -          | 1          | 0            | 44           | 0        |       |
| 2019                   | 14        | 0        | -     | -          | -          | -            | 14           | 0        |       |
| Total                  | 403       | 4        | -     | -          | 36         | 0            | 439          | 4        |       |
| Total                  | Total     | 521      | 4     | -          | -          | 36           | 0            | 557      | 4     |
Fuente: ESPN y 

## Palmarés

### Campeonatos nacionales
| N.º | Título             | Club      | País    | Año  |
| --- | ------------------ | --------- | ------- | ---- |
| 1   | Serie A de Ecuador | Barcelona | Ecuador | 2012 |
| 2   | Serie A de Ecuador | Barcelona | Ecuador | 2016 |

### Campeonato provincial
| N.º | Título                       | Club             | País    | Año  |
| --- | ---------------------------- | ---------------- | ------- | ---- |
| 1   | Segunda Categoría del Guayas | Naranja Mekánica | Ecuador | 2023 |

### Campeonatos internacionales
| N.º | Título               | Club                 | Sede   | Año  |
| --- | -------------------- | -------------------- | ------ | ---- |
| 1   | Juegos Panamericanos | Selección de Ecuador | Brasil | 2007 |

### Distinciones individuales
| N.º | Distinción                                              | Otorgada por | Año  |
| --- | ------------------------------------------------------- | ------------ | ---- |
| 1   | Incluido en el 11 Ideal del Campeonato Ecuatoriano 2012 | AFE          | 2012 |
| 2   | Mejor Arquero de la Serie A de Ecuador                  | AER          | 2012 |
| 3   | Incluido en el 11 Ideal del Campeonato Ecuatoriano 2013 | AFE          | 2013 |
| 4   | Incluido en el 11 Ideal del Campeonato Ecuatoriano 2014 | AFE          | 2014 |
| 5   | Incluido en el 11 Ideal del Campeonato Ecuatoriano 2018 | AFE          | 2018 |